# Hamanumida meleagrina
Hamanumida meleagrina är en fjärilsart som beskrevs av Otto Staudinger 1886. Hamanumida meleagrina ingår i släktet Hamanumida och familjen praktfjärilar. Inga underarter finns listade i Catalogue of Life.